# Differdange
Differdange este un oraș în Luxemburg.

## Personalități născute aici
- Jean-Claude Hollerich (n. 1958), arhiepiscop, cardinal.